# قانون حفاظت از داده‌ها، ۲۰۱۲
قانون حفاظت از داده‌ها، ۲۰۱۲ (قانون) قانونی است که توسط پارلمان جمهوری غنا به تصویب رسیده‌است تا از حریم خصوصی و داده‌های شخصی افراد مراقبت کند. این قانون فرآیندی را تنظیم می‌کند که اطلاعات شخصی توسط کنترل‌کننده‌ها و پردازشگر داده‌ها با نیاز به رعایت اصول حفاظت از داده‌ها به دست می‌آید، نگهداری می‌شود، استفاده می‌شود یا افشا می‌شود. عدم رعایت مقررات این قانون می‌تواند مسئولیت مدنی یا مجازات کیفری یا هر دو را بسته به ماهیت تخلف، به خود جلب کند. این قانون همچنین یک کمیسیون حفاظت از داده‌ها را ایجاد می‌کند که موظف است به تضمین انطباق با مفاد آن و همچنین حفظ ثبت حفاظت از داده‌ها است.

## تاریخچه
این قانون برای اولین بار در سال ۲۰۱۰ در پارلمان غنا معرفی شد، اما پس از آن توسط وزیر ارتباطات، هارونا ایدریسو، پس گرفته شد تا مورد بازنگری قرار گیرد. پارلمان این لایحه را در سال ۲۰۱۲ تصویب کرد، که پس از آن موافقت ریاست جمهوری را در ۱۰ مه ۲۰۱۲ دریافت کرد. اطلاعیه این قانون در ۱۸ مه ۲۰۱۲ منتشر شد، و طبق بخش ۹۹، این قانون در ۱۶ اکتبر ۲۰۱۲ به اجرا درآمد.

## ساختار
این قانون از ۹۹ بند تشکیل شده‌است که تحت عنوان‌های مختلفی تنظیم شده‌است، به شرح زیر است:
| سرفصل                                        | بخش‌ها |
| -------------------------------------------- | ----- |
| کمیسیون حفاظت از داده‌ها                      | ۱–۱۰  |
| مدیریت                                       | ۱۱–۱۳ |
| امور مالی کمیسیون                            | ۱۴–۱۶ |
| بکارگیری اصول حفاظت از داده‌ها                | ۱۷–۳۴ |
| حقوق سوژه‌های داده‌ها و دیگران                 | ۳۵–۳۶ |
| پردازش داده‌های شخصی خاص                      | ۳۷–۴۵ |
| ثبت حفاظت از داده‌ها                          | ۴۶–۵۹ |
| معافیت‌ها                                     | ۶۰–۷۴ |
| اجرا                                         | ۷۵–۸۱ |
| سوابق به دست آمده تحت حق دسترسی موضوع داده‌ها | ۸۲–۸۳ |
| اطلاعات ارائه شده به کمیسیون                 | ۸۴–۸۵ |
| احکام متفرقه و کلی                           | ۸۶–۹۹ |

## اصطلاحات کلیدی
واژه‌های کلیدی در این قانون در بخش تفسیر، بخش ۹۶ تعریف شده‌است. مگر شرایطی که در غیر این صورت نیاز است، بخش ۹۶ تعاریف زیر را برای اصطلاحات قابل توجه ارائه می‌دهد:
" کنترل کننده داده‌ها " یعنی کسی که به تنهایی، به‌طور مشترک با افراد دیگر یا مشترک با افراد دیگر یا به عنوان یک وظیفه قانونی، اهداف و نحوه پردازش داده‌های شخصی را تعیین می‌کند یا قرار است پردازش شوند.
«پردازنده داده» در رابطه با داده‌های فردی یعنی هر شخصی به جز کارمند کنترل‌کننده داده که داده‌ها را از طرف کنترل‌کننده داده پردازش می‌کند.
«موضوع داده ها» یعنی فردی که موضوع داده‌های شخصی است.
«موضوع داده‌های خارجی» یعنی اطلاعات موضوع داده که توسط قوانین یک حوزه قضایی خارجی تنظیم شده‌است از یک حوزه قضایی خارجی تماماً برای پردازش به غنا ارسال می‌شود.
«داده‌های شخصی» یعنی داده‌هایی دربارهٔ فردی که قابل شناسایی، (الف) از داده‌ها، یا (ب) از داده‌ها یا سایر اطلاعاتی که کنترل‌کننده داده در اختیار دارد یا احتمالاً در اختیار کنترل‌کننده داده‌است.
«پردازش» یعنی عملیات یا فعالیت یا مجموعه ای از عملیات‌ها به صورت خودکار یا دیگر ابزارهایی که مربوط به داده‌ها یا داده‌های شخصی است و
(الف) مجموعه، سازمان، انطباق یا تغییر اطلاعات یا داده ها،
(ب) بازیابی، مشاوره یا استفاده از اطلاعات یا داده ها،
(ج) افشای اطلاعات یا داده‌ها از طریق انتقال، انتشار یا سایر ابزارهای در دسترس، یا
(د) تراز، ترکیب، مسدود کردن، پاک کردن یا از بین بردن اطلاعات یا داده‌ها
«دریافت کننده» یعنی فردی که داده‌ها برای او فاش می‌شود، از جمله یک کارمند یا نماینده کنترل‌کننده داده یا پردازشگر داده‌ای که داده‌ها در جریان پردازش داده‌ها برای کنترل‌کننده داده‌ها افشا می‌شود اما شامل شخصی نمی‌شود که در رابطه با یک تحقیق خاص براساس یک مصوبه افشاء شده‌است.
«هدف‌های خاص» به معنای هر یک یا چند مورد از موارد زیر است: (الف) هدف روزنامه‌نگاری، (ب) وقتی که هدف در جهت منافع عمومی باشد، (ج) هدف‌های هنری، و (د) هدف‌های ادبی.